# ایماسگو
ایماسگو شهری در شهرستان ایماسگو در استان بولکیمدی در بورکینافاسوی غربی مرکزی است جمعیت آن ۱۲۰۳۱ نفر است.